# Columbus (Indiana)
Columbus – miasto w Stanach Zjednoczonych, w stanie Indiana.

## Demografia
Około 39 tys. mieszkańców (2000). Ponad 51,5 tys. mieszkańców (2023).